# Oruña

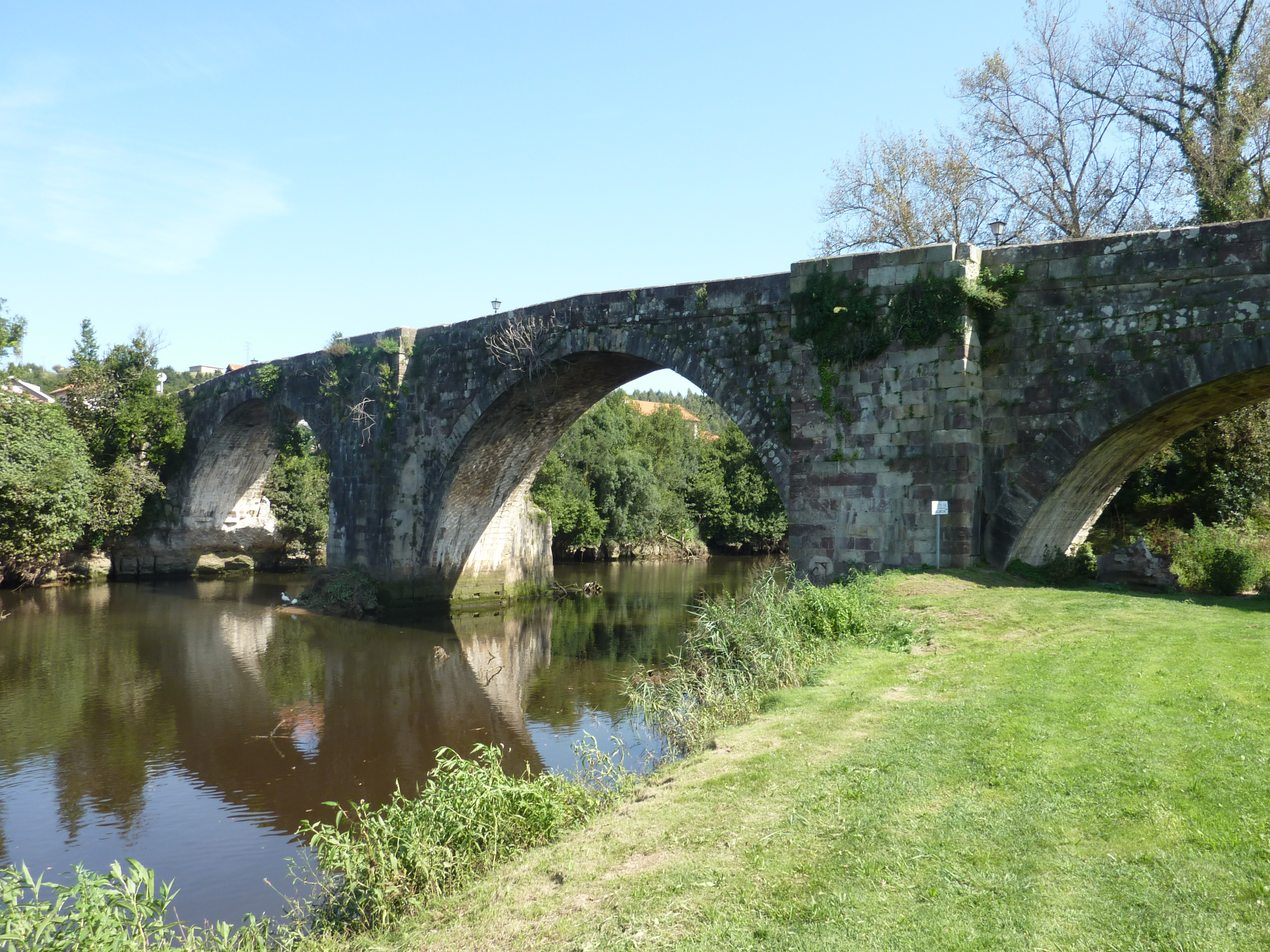
Puente Viejo de Oruña.

Oruña es una localidad del municipio de Piélagos (Cantabria, España). Está situada a orillas del río Pas, se encuentra a 21 metros de altitud sobre el nivel del mar, y está a una distancia de 7 kilómetros de la capital municipal, Renedo. En el año 2022 contaba con una población de 1933 habitantes (INE). 
Limita con los pueblos de Vioño, Barcenilla y Arce del mismo municipio y con Rumoroso, Gornazo, Mogro y Bárcena de Cudón, de los municipios de Polanco y Miengo respectivamente. Su emplazamiento en un punto estratégico de la carretera N-611 hacía del pueblo en la antigüedad la zona de paso principal de La Montaña a castilla y el único punto de cruce del río Pas apto para el comercio y transporte cerca de la capital a través del Puente Viejo.

## Barrios
Consta de los siguientes barrios: Valmoreda, La Venera, La Lastra, El Puente, El Campo, La Canal, Llejo, Pedral, Queserías, Mies del Valle, Argés, San Juan, Sierra Cumbreo, Socobio, El Soito, Las Cuevas y El Puerto.

## Festividades
- 16 de julio: El Carmen
- 29 de septiembre: San Miguel
- 10 de diciembre: Santa Eulalia
- 16 de septiembre: San Cipriano

## Patrimonio histórico-artístico
En cuanto a la arquitectura religiosa destaca la iglesia de Santa Eulalia (siglo XVIII), y en cuanto a la civil el Puente Viejo (siglo XVI), la Casa de los Tiros (siglo XVII) y La Casona (siglo XVIII).

## Ocio y naturaleza
La economía del pueblo fue históricamente ganadera y de servicios, por su situación estratégica en la carretera que pasaba de La Montaña a la meseta. Actualmente es fundamentalmente de servicios orientados principalmente a la hostelería. A pesar de su reducido tamaño el pueblo cuenta con un gran número de restaurantes y cafeterías que van desde la cocina tradicional hasta la cocina moderna y de autor. Además el pueblo es conocido por las actividades que genera el río Pas alrededor de todo su cauce, como la pesca del salmón o de la lubina, y deportes acuáticos como el Piragüismo, el Surf de pala o la natación. El pueblo se sitúa entre altitudes de entre 21 y 200 metros y se compone de praderas y pequeños bosques de avellano, laurel, y menor medida roble. 
- Datos: Q6053646
- Multimedia: Oruña / Q6053646